# Принцесса Карабу (фильм)
«Принцесса Карабу» (англ. Princess Caraboo) — кинофильм. Сюжет фильма основан на реальных событиях, произошедших в 1817 году в графстве Глостершир, Англия.

## Сюжет
Англия, 1817 год. В одном из предместий появилась причудливо одетая молодая женщина, изъясняющаяся на странном языке. Её приютила семья Уорраллов, но их мнительный дворецкий считает, что таинственная особа, возможно, бродяга и нищенка, и ей место в тюрьме. С помощью жестов незнакомка поведала о себе: она принцесса по имени Карабу, родом с далёких островов, её похитили пираты, но ей удалось сбежать. Уорраллы вновь берут её под свою опеку, и вскоре экзотическую принцессу привечают в высшем обществе. Ирландский репортёр Джон Гатч, единственный, у кого есть сомнения относительно её истории, намеревается доказать, что леди вовсе не та, за кого себя выдаёт.

## В ролях
- Фиби Кейтс — принцесса Карабу / Мэри Бейкер
- Уэнди Хьюз — миссис Уорралл
- Джим Бродбент — мистер Уорралл
- Кевин Клайн — дворецкий Фриксос
- Джон Литгоу — профессор Уилкинсон
- Стивен Ри — Джон Гатч
- Анна Чанселлор — миссис Пик

## Даты премьер
Даты приведены в соответствии с данными IMDb.
- США — 16 сентября 1994
- Великобритания — 16 декабря 1994
- Финляндия — 5 января 1995
- Мексика — 16 января 1995
- Испания — 29 марта 1995
- Швеция — 26 мая 1995
- Австралия — 1 июня 1995
- Дания — 16 июня 1995
- Германия — 27 июля 1995
- Швейцария — 1 сентября 1995 (немецкоязычные кантоны)
- Франция — 29 мая 1996
- Швейцария — 14 июня 1996 (франкоязычные кантоны)
- Япония — 21 июня 1996 (премьера на видео)